# Ygurey (navio)
O Ygurey foi um navio de guerra da Armada Paraguaia utilizado por esta na Guerra do Paraguai.

## História
Navio gêmeo do Paraguarí, o Ygurey foi o último dos barcos construídos no estaleiro de Assunção, no Paraguai, sob a direção do engenheiro Desiderio Trujilo que utilizou um projeto segundo os moldes europeus. Quase finalizado a sua construção, Trujillo passou a direção a Carlos Cousinho que havia sido contratado na Europa para a direção dos arsenais em substituição de John Smith em maio de 1862.
O Ygurey era um barco a vapor misto (motor a vapor e velas para a sua propulsão) e possuía casco de madeira (diferentemente do Paraguarí), embora de construção solida, capaz de desenvolver uma velocidade considerável nas vias fluviais da época. Tinha um deslocamento de 548 toneladas e permitia uma tripulação de até 58 homens. Foi incorporado a marinha paraguaia e foi destinado junto com o Paraguarí para assumir a rota Montevidéu-Assunção em substituição do Yporá.
Foi nessas funções que, em 27 de setembro de 1859, conduziu Francisco Solano López e sua comitiva para um encontro em Buenos Aires para a reunião de mediação do conflito entre a Confederação Argentina e o Estado de Buenos Aires, no regresso a Paraná.
Realizou 22 viagens no Rio da Prata, até o fim de 1864, quando eclodiu os primeiros conflitos da Guerra do Paraguai, ocasião em que foi transferido para assumir funções bélicas na Armada Paraguaia. Era então comandado por um tenente Herreros.
O relatório do Ministro da Guerra e Marinha, coronel Venancio Líopez Carrilo ao Marechal Francisco Solano Lopez, datado de 14 de novembro de 1864, indicou naquela ocasião que “o navio ‘Ygurey’, em seu estado atual possibilita quatro canhões nas laterais, duas entre a câmera e a maquina, mudando o lugar da escada que atravessa a câmara de popa para aumentar o espaço, e mais duas na proa, na frente da câmara desse lugar pelo espaço existente, mas se haver de trocar as câmaras, possibilitaria assim mais duas peças sobre os colizas nas laterais (...) O ‘Ygurey’ estará pronto para o dia 19 ou 20 do corrente (...) O carvão está atrasado, os que mais possuem são ‘Tacuarí’ com 40 toneladas, ‘Ygurey’ com 35 toneladas, ‘Yporá’ com 16 toneladas e ‘Río Blanco’ com 30 toneladas.” No dia seguinte, Venancio López Carrilo informava que no ‘Ygurey’ encontraram mais espaço para duas peças adicionais às quatro que haviam sido já instaladas previamente na boca da escotilha do rancho de proa, conforme comunicado a Solano López."

## Campanha no Mato Grosso
Em 14 de dezembro de 1864 uma esquadra que incluía os vapores Ygurey, Tacuarí, Paraguarí, Río Blanco e Yporá, acompanhadas pelos embarcações menores Rosario, Independencia e Aquidaban, partiu de Assunção subindo o Rio Paraguai com direção ao então estado do Mato Grosso.
Em 27 de dezembro a esquadra iniciou forte bombardeio ao Forte Novo de Coimbra e também visando os barcos da Armada Imperial Brasileira Jaurú, Anhambaí e Jacobina, que estavam ancorados nos arredores protegendo a fortaleza. Na noite do dia seguinte, os brasileiros, sem munição e reforços, debandaram rio acima e a esquadra paraguaia foi ao seu encalço, e mais tarde conseguiu aprender os navios brasileiros.

## Ofensiva no Rio Paraná
Em 11 de abril de 1865, o Ygurey partiu de Assunção com destino a Corrientes, na Argentina, fazendo parte de uma flotilha composta também pelo Paraguarí, Tacuarí, Marques de Olinda e Yporá. Na manhã de 13 de abril, a esquadra a mando de Pedro Ignacio Meza chegou na cidade argentina e, após um breve enfrentamento, capturou os vapores paraguaios Gualeguay e 25 de Mayo, que permaneciam ancorados e desarmados para reparos.
Em 8 de junho de 1865 participou da escolta que transportava o marechal Francisco Solano López e seu estado maior o Forte de Humaitá, junto com os vapores Marques de Olinda, El Paraguarí, Paraguarí, Jejuí, Salto Oriental, Río Blanco, Paraná e Tacuarí.
A meia noite de 10 de junho, uma esquadra de nove navios e comandada pelo capitão de fragata Pedro Ignacio Meza partiu rumo a Corrientes para atacar uma esquadra da Marinha Imperial Brasileira que estava ancorada nos arredores daquela localidade. O Ygurey (Remigio Del Rosario Cabral Velázquez) fazia parte de uma equadra encabeçada pelo vapor Tacuarí (comandado por José Maria Martinez), composto ainda pelo Paraguarí (José Alonso), o  Yporá (Domingo Antonio Ortiz), Marquês de Olinda (Ezequiel Robles), Jejuy (Aniceto López), Salto Oriental (Vicente Alcaraz), Yberá (Pedro Victorino Gill) e o Piraveve (Tomás Pereira).
Contudo, os paraguaios sofreram um atraso devido a uma falha no vapor Yberá, que também os fez serem detectados pelo vapor brasileiro Mearim na altura de Punta de Santa Catalina. Às 8:30, o confronto entre os dois esquadrões começou em frente à cidade Corrientes e se estendeu às margens do arroio Riachuelo, um afluente do rio Paraguai. A frota paraguaia continuou engajada na batalha com a esquadra brasileira até ilha Lagraña, onde subiu para ancorar perto da foz do Rio Riachuelo. Ao final da ação, Salto Oriental, Marques de Olinda e Jejuy, assim como as três chatas rebocadas sofreram serias avarias e foram encalhadas nos bancos do rio ou afundadas. Contudo, a tripulação do Ygurey conseguiu evadir-se do palco de batalha rio acima, junto com as demais embarcações paraguaias, rumo ao Forte de Humaitá para reparos de emergência nas avarias.

## Frente de Humaitá
Em fevereiro de 1868, a esquadra brasileira recebeu o reforço de novos navios monitores, que se uniram aos monitores existentes da esquadra e dos encouraçados Barroso, Rio Grande, Bahia, Alagoas, Tamandaré e Pará. Assim, o comando sentiu-se encorajado a iniciar uma ofensiva a Fortaleza de Humaitá para forçar a passagem do Rio Paraguai e assim rumar para sentido Assunção. Isso foi feito por meio de um amplo bombardeio, que iniciou-se com a aniquilação das chatas (embarcações compactas com um canhão instalado) que patrulhavam os arredores da fortaleza. Antes da Ofensiva, o Ygureye o Tacuarí se esconderam no arroio Hondo no Rio Paraguai. Apesar da situação, eles atuaram no transporte de tropas desde a guarnição de Laurel até Timbó e do Reduto Cierva a Humaitá.
Ajudados pela cheia do rio e inutilizadas as baterias de Timbó, em 23 de março de 1868 a esquadra brasileira finalmente se lançou sobre a passagem de Humaitá, bombardeando o Forte que lá era situado. O Ygurey foi naquela data afundado por disparos do encouraçado Barroso e Rio Grande, enquanto que o Tacuarí foi perseguido pelos vapores Bahia e Pará, numa malograda tentativa de fuga pelo arroio Guaycurú que culminou pouco depois no seu afundamento.
O general Francisco Isidoro Resquín, relataria que “No dia 23 de março, passaram pelo Tayi três dos encouraçados inimigos, forçando as baterias do Timbó, com o fim de aprisionar os vapores que haviam feito a passagem das tropas. No entanto, estas resistiram até coloca-se sob proteção das baterias de Timbó, comandadas pelo esforçado Antonio Ortiz. Finalmente protegidas, puderam então evadir-se para não cair no poder do inimigo e encostar-se na parte do Chaco, mas acabou que um dos vapores foi a pique, e outro tornou-se inutilizado, porém, logrando salvar a sua carga de artilharia, cavalos e algumas tropas, pela margem do rio”.
Já o coronel Juan Crisóstomo Centurión recordava que  “Havendo-se encontrado o ‘Ygurey’ no meio do rio, eles o colocaram a pique, salvando sua tripulação pelo Chaco”.